# Paul Hermann Wilhelm Taubert
Paul Hermann Wilhelm Taubert (Berlín, 12 de agosto de 1862 -  Manaus, Amazonas, Brasil, 1897) fue un botánico e ilustrador alemán.
En 1891 publica "Leguminosae" en Engelmann (ed.): Natürliche Pflanzenfamilien. Vol. III, 3.
Fue viajero, recolectando especímenes botánicos en Brasil, y también por Malta. Falleció en Brasil.

## Otras publicaciones
- 1896. Leguminosae africanae I. Vol. 12 de Beiträge zur Flora von Afrika. Ed. Wilhelm Engelmann, 196 pp.

- 1889. Monographie der Gattung Stylosanthes. 32 pp.

## Honores

### Eponimia
Género
- (Menispermaceae) Taubertia K.Schum. ex Taub.[3]

Especies
- (Amaryllidaceae) Zephyranthes taubertiana Harms[4]

- (Aquifoliaceae) Ilex taubertiana Loes.[5]

- (Cyperaceae) Cyperus taubertii Boeckeler[6]

- (Fabaceae) Crotalaria taubertii Baker f.[7]

- (Rubiaceae) Uragoga taubertiana Kuntze[8]

- (Rutaceae) Angostura taubertiana Rizzini[9]

- La abreviatura «Taub.» se emplea para indicar a Paul Hermann Wilhelm Taubert como autoridad en la descripción y clasificación científica de los vegetales.[10]